# Passalozetes inlenticulatus
Passalozetes inlenticulatus är en kvalsterart som beskrevs av Mihelcic 1959. Passalozetes inlenticulatus ingår i släktet Passalozetes och familjen Passalozetidae. Inga underarter finns listade i Catalogue of Life.